# A Karib-tenger kalózai: A világ végén
A Karib-tenger kalózai: A világ végén (eredeti cím: Pirates of the Caribbean: At World's End) 2007-ben bemutatott amerikai kalandfilm, melyet Gore Verbinski rendezett. A Karib-tenger kalózai-filmsorozat harmadik része, A Fekete Gyöngy átka (2003) és a Holtak kincse (2006) folytatása. A főbb szerepekben Johnny Depp, Orlando Bloom, Keira Knightley és Geoffrey Rush látható. Chow Yun-fat első ízben tűnik fel mint Szao Feng. Egy cameoszerep erejéig a The Rolling Stones gitárosa, Keith Richards is megjelenik Jack Sparrow apjaként.
A Disney és Jerry Bruckheimer produceri közreműködésével készült film világszerte,  így Magyarországon is a 2007. május 24-i hétvégén került a mozikba,.

## Cselekmény
Lord Cutler Beckett kíméletlenül jár el a kalózkodással kapcsolatba hozott személyekkel: sorra akasztatja fel emberek tömegeit. Köztük van egy kisfiú, aki énekelni kezdi a Hoist the Colours című kalózdalt, majd a bitóra várakozó összes elítélt bekapcsolódik. Ugyanezt dúdolja Elizabeth Swann egy kis ladikot evezve Szingapúrban. Partot ér, ahonnét Barbossa kapitánnyal a kínai kalóz, Szao Feng fürdőházába látogat. Odakinn Tia Dalma egy egyszerű árusnak álcázza magát, míg a legénység többi tagja a fürdőház alatt rejtőzik, hogy szükség esetén erősítést nyújtson a bentlévőknek.
Barbossa és Elizabeth azért érkezett, hogy egy hajót és legénységet kérjenek Jack Sparrow megmentéséhez, aki Davy Jones börtönében raboskodik. Szao Feng azonban halálos ellensége Sparrownak, és elárulja, merő véletlenségből épp ezen a napon fogott el egy tolvajt, aki a navigációs térképét kísérelte meg ellopni tőle. Will Turnert, a tolvajt egy hordó vízből emelik ki, ami meglepi társait, mivel nem számítottak sikertelenségére. Szao Feng kiszúr egy ázsiai férfit hamis tetoválással a hátán, s kardot ránt a torkához, úgy vélve, ő is Barbossa embere. Azonban egy pillanat múlva világos lesz, az ismeretlen egyik félhez sem tartozik, s ekkor a Kelet-indiai Társaság katonái törnek be az épületbe, azonnal tüzet nyitva mindenkire. A harc hevében Will és Szao Feng megegyeznek, az utóbbi
ad egy hajót, legénységet és a térképet, amit Will el akart lopni, cserébe Will megígéri Szao Fengnek, hogy bosszút állhat majd az élő Jack Sparrown.
Barbossa, Elizabeth, Will és a legénység fagyos vizeken át hajózik Szao Feng térképei segítségével, amit Turner a küzdelem után emelt el. Hamarosan elérkeznek a világ végére, egy hatalmas vízesés peremére, ahol a tenger vize lezúdul. WIll szeretné elkerülni a vízesést, azonban Barbossa megparancsolja, hogy ne tegyenek semmit. A hajó megállíthatatlanul a feneketlen mélybe zuhan.
Egy kietlen, fehér pusztában raboskodva Jack Sparrow szembesül személyisége több kivetülésével, akik a Gyöngy legénységét alkotják. A száraz sivatagban megfeneklett hajót tengeri rákok ezrei veszik kezelésbe, így Sparrow kapitány hajója elindul a tengerpart felé. Éppen mikor odaér, a segítségére érkezők a vízből másznak ki, s örömmel fogadják őt. Jack azonban nem érti, miért kéne velük hajóznia, hiszen már többen is megpróbálták közülük megölni, s egyiküknek sikerült is. Csak ekkor derül ki Will és a Gyöngy legénysége számára, hogy Elizabeth felelős Jack haláláért. Ellenségeskedésük és kölcsönös bizalmatlanságuk ellenére Sparrow és Barbossa szövetséget kötnek, mikor megtudják, Cutler Beckett birtokába került Davy Jones szíve, és a Bolygó Hollandi segítségével kívánja eltörölni a kalózokat a tengerekről. A világ kilenc kalózurának össze kell gyűlnie a Kalóztanácson. A világ végéről hazavezető úton a Fekete Gyöngy irányával ellenkezőleg a holtak lelkei térnek békére csónakokban. A fedélzetről Elizabeth apját pillantja meg: Swann kormányzót Lord Beckett félretette az útból, mikor Davy Jones szívéről kezdett érdeklődni. Elizabeth szörnyű perceket él át, de apja biztosítja róla, hogy büszke rá.
A Gyöngyön Sparrow és Barbossa vitába keveredik, mígnem Szao Feng és emberei tűnnek fel, s a hajót követelik, Feng pedig Willt nevezi ki kapitányaként. Hirtelen a Kelet-indiai Társaság zászlóshajója tűnik fel. Szao Feng így akar bosszút állni Jacken, átadja őt Beckettnek, a Gyöngyöt pedig elfoglalják. Barbossa elárulja: a fedélzeten van Kalüpszó, a tenger mindenható istennője, emberi formába zárva.
Jacknek sikerül visszaszállnia a Gyöngyre. Beckett az Empress után a Bolygó Hollandit küldi a Gyöngy után.
Will nyomokat hagy hátra Beckettnek, hogy kiszabadíthassa az apját, de Jack rajtakapja és a tájolójával együtt belöki Willt a vízbe.
Szao Feng az Empressen minden földi jóval kényezteti Elizabethet, s Kalüpszónak hívja. A Bolygó Hollandi rajtaütése folyamán azonban Szao Feng súlyosan megsérül, s halála előtt Elizabethet nevezi ki az Empress új kapitányának, mivel úgy hiszi, ő a tenger istennője, aki valójában Tia Dalma.
Elizabeth és legénysége a Lord Beckett parancsa alatt álló Bolygó Hollandi fedélzetén rácsok mögé kerül. Ott Elizabeth találkozik Will apjával, Bocskor Billel, aki már szinte teljesen a hajó részévé vált, s akinek elméje már nem teljesen tiszta. James Norrington, a Bolygó Hollandi a Kelet-indiai Társaság szolgálatában álló parancsnoka kimenekíti egykori szerelmét és a legénységet, azonban ezért az életével fizet: Bocskor Bill rajtakapja, riadóztatja a többieket és végez Norringtonnal. Norrington halála után Mercer, Beckett bérgyilkosa veszi át a kapitányságot a hajón.
Will Beckett hajóján köt ki, ahol megmutatja a Kelet-indiai Társaság vezetőjének az utat Roncsvárosba. A Kalóztanácson nyolc vitázik a kilenc kalózúrból Beckett fenyegetéséről és Kalüpszó kieresztéséről földi börtönéből. Szao Feng helyett Elizabeth érkezik, mint a kilencedik kalózúr. Mikor nem jutnak megegyezésre, Jack azt javasolja, válasszák meg a Kalóztanács királyát. Mivel minden kalózúr csak egyetlen szavazattal rendelkezik, s mindig magára szavaz, megdöbbenést kelt, hogy Jack Elizabethre adja voksát. Mint a Kalóztanács királya, Elizabeth a Beckett elleni harcra és Kalüpszó békén hagyása mellett dönt.
Amint az összes kalóz az ütközetre készül, a horizonton Lord Beckett flottájának több tucat hajója tűnik föl. Tárgyalásra kerül sor, Lord Beckett oldalán Will Turner és Davy Jones áll, míg velük szemben Elizabeth, Barbossa és Jack érkezik. Elizabeth azt hiszi, kedvese elárulta őket, de Beckett megmutatja nekik Jack tájolóját. Barbossa és Elizabeth dühös lesz, így alku születik Will és Jack cseréjéről. A hajójukra visszaérve, Barbossa kiszabadítja Kalüpszót, s arra kéri, segítse őket a Davy Jones, a Királyi Flotta és a Kelet-indiai Társaság elleni harcban. Az istennő azonban dühöngve tovatűnik és örvényt generál a csata színhelyén.
A kardpárbajok alatt Elizabeth és Will egybekel Barbossa kapitány esketésével, akinek mint hajóskapitánynak, jogában áll összeadni őket. Az ágyútűz során Mercer testőrei meghalnak. Jack Sparrow heves csatát vív a Bolygó Hollandi kapitányának szívéért, mely ládájában hol az egyikükhöz, hol a másikukhoz kerül. Mikor Jack már a kezében tartja a dobogó szervet, s egy tőrt szegez rá, Jones válaszképpen hirtelen szíven döfi Willt kardjával. Erre Bocskor Bill saját kapitányára támad, s ezalatt Jacknek van ideje Willhez vinni a szívet, aki átszúrja azt. Davy Jones az örvénylő mélybe zuhan, hajója pedig követi, épp mielőtt Jack és Elizabeth elhagyja.
Aki megöli a Bolygó Hollandi kapitányát, annak át kell vennie helyét az idők végezetéig. A Bolygó Hollandi a felszínre tör, új kapitányának köszönhetően a tengeri élőlényekkel asszimilálódott legénység ismét emberi formában végezheti feladatát. Cutler Beckett két tűz közé kerül: a Bolygó Hollandi és a Fekete Gyöngy két oldalról porrá ágyúzza az Endevourt, s fedélzetén Beckett is porrá lesz. A Királyi Flotta és a Kelet-indiai Társaság visszavonulót fúj.
A kalózok győzedelmeskednek. A Bolygó Hollandi azonban a tenger mélyén kell, hogy hajózzon továbbra is, s kapitánya csupán tízévente egyszer léphet szárazföldre. Willnek most segítenie kell a holtak lelkének átkelését, a ládába zárt szívét pedig Elizabethre bízza utolsó napján, amit a parton tölt.
Tortuga kikötőjében Jack azon veszi észre magát, hogy a Fekete Gyöngyöt ismét elveszítette, ráadásul megint Barbossa orozta el tőle. Azonban Sparrow túljárt egykori elsőtisztje eszén: nála van az ifjúság forrásának térképe, így egy csónakban nekivág a tengernek.
Easter egg: A vége főcím utáni jelenetben, tíz évvel később, egy fiatal fiú, tízévesforma a Hoist the Colourst énekli, amint Elizabeth mögötte sétál. A Nap lemegy, zöld fény cikázik át a horizonton, s Willel az árbócon a Bolygó Hollandi emelkedik fel a tenger vizéből.

## Szereplők
| Szereplő                  | Színész           | Magyar hang    |
| ------------------------- | ----------------- | -------------- |
| Jack Sparrow kapitány     | Johnny Depp       | Király Attila  |
| Will Turner               | Orlando Bloom     | Csőre Gábor    |
| Elizabeth Swann           | Keira Knightley   | Szinetár Dóra  |
| Hector Barbossa           | Geoffrey Rush     | Tolnai Miklós  |
| Davy Jones                | Bill Nighy        | Horányi László |
| Lord Cutler Beckett       | Tom Hollander     | Csankó Zoltán  |
| Szao Feng                 | Chow Yun-fat      | Mihályi Győző  |
| „Bocskor Bill” Turner     | Stellan Skarsgård | Gruber Hugó    |
| Joshamee Gibbs            | Kevin McNally     | Papp János     |
| James Norrington          | Jack Davenport    | Széles Tamás   |
| Weatherby Swann kormányzó | Jonathan Pryce    | Szilágyi Tibor |
| Ragetti                   | Mackenzie Crook   | Bolba Tamás    |
| Pintel                    | Lee Arenberg      | Csuja Imre     |
| Tia Dalma                 | Naomie Harris     | Agócs Judit    |
| Marty                     | Martin Klebba     | Fesztbaum Béla |
| Cotton                    | David Bailie      | néma szerep    |
| Mercer                    | David Schofield   | Katona Zoltán  |
| Ammand kapitány           | Ghassan Massoud   | Albert Péter   |
| Teague kapitány           | Keith Richards    | Kárpáti Tibor  |

## A film készítése
A Karib-tenger kalózai: A Fekete Gyöngy átka 2003-as sikerét követően a színészek és a készítők további két, egyszerre forgatandó folytatásra írtak alá szerződést. A harmadik részben Gore Verbinski rendező a szereplőkkel kívánt többet foglalkozni, miután a második résszel megalapozta a cselekmény irányát. A filmben tanúi lehetünk Jack Sparrow meghasonulásának, Barbossa politikai manipulációinak, Will és Elizabeth igazi felnőtté válásának és egyre felelősebb feladatvállalásainak, a Davy Jonesban és Norringtonban növekvő emberségességnek és ugyanezen jellemvonás csökkenésének Bocskor Billben. Johnny Depp színész boldog volt, hogy több időt tölthet együtt a vásznon Geoffrey Rushsal, mint az első filmben: „Olyanok vagyunk, akár két idős hölgy, akik a kötőtűiken veszekednek…fantasztikus!” Valódi kalózszövetségek szolgáltak ihletül Ted Elliott és Terry Rossio forgatókönyvíróknak, mikor új szereplőket ötlöttek ki történelmi személyiségek alapján, hogy a főszereplőkön túl bővítsék a karakterek tárházát.
A harmadik film egyes részeit A Karib-tenger kalózai: Holtak kincse helyszíni forgatásának idején vették fel, amely hosszadalmas munka 2006. március 1-jén fejeződött be. 2005 júliusában, a második rész produkciós szünetében megerősítést nyert, hogy Chow Yun-fat fogja alakítani Szao Fenget. Chow élvezte szerepét, még a stábtagokat is segítette kellékekkel. A forgatás augusztusban folytatódott a szingapúri díszlettel, amit a Universal 12-es stúdiójában építettek fel. 40 elemet tartalmazott, köztük egy 24x40 méteres tartályt, aminek mélysége 1 méter. Mivel a 18. századi Szingapúrról nincs sok feljegyzés, a készítők úgy döntöttek, az azonos korú kínai és maláj városok expresszionista stílusában alkotják meg. A város dizájnját Verbinski egyben a gyógyfürdő-kultúra egyfajta paródiájának is szánta, ennek szellemében a díszletek között gombákat helyeztek el. E természetességnek megfelelően, Szao Feng fürdőházának padlólapjait kézzel vágták, s a nedvességet is ténylegesen megalkották, több gallon víz és a forgatáson a megvilágításhoz használt felszerelés segítségével.
Keith Richardsot, aki részben mintául szolgált Johnny Depp számára Sparrow eljátszásában, eredetileg szerepeltetni szerették volna a Holtak kincsében, azonban a történetben nem tudtak helyet találni neki, ráadásul A világ végénbeli jeleneteiről is majdnem lemaradt, mivel egy pálmafáról leesve megsérült. 2006 júniusában, Verbinskinek sikerült megfelelő időpontot találni a zenész számára szeptemberben, amely három forgatási napon Richards részegen dolgozott. 2006 augusztusában folytatódtak a felvételek, a Utah államban található Bonneville Salt Flats területén, s egészen 2007 elejéig tartottak, hetven napon át a kaliforniai partoknál, mivel a karibi helyszíneken játszódó részek már megvoltak 2005-ben. A csúcspontként szolgáló csatát egy korábbi légihangárban vették fel Palmdale-ben, Kaliforniáiban, ahol a szereplőknek úszóruhát kellett viselniük a jelmezük alatt. Az átázott díszletet fagypont alatt tárolták, hogy a baktériumok ne jelenjenek meg rajtuk, s ne fertőzzék meg a stábot. Egy második forgatócsoport a Niagara-vízesésnél forgatott.
A forgatás 2007. január 10-én fejeződött be Molokain, s a film első összevágott változata három órás volt. Húsz percet levettek belőle, nem számítva a végefőcímet, noha Jerry Bruckheimer producer fenntartotta, hogy a hosszas játékidő szükséges a végső összecsapás megfelelő hatásához. Hans Zimmer szerezte a kísérőzenét, ahogy tette azt az előző rész esetében is. Nyolc új motívumot komponált, köztük új szerelmi főtémát A világ végén soundtrackjére.

## Marketing
A 2006-os San Diego Cominc-Con International-on egy kétperces felvételt mutattak be, melyben Jack Sparrow kapitány és a legénység a hajó egyik végéből a másikba fut, hogy a feje tetejére állítsák, illetve Sparrow és Davy Jones kardpárbajt vív egy hajó árbócán az örvényes csatában. A meglehetősen csendes kampány után az előzetes végül napvilágot látott a 2007-es ShoWesten. 2007. március 18-án mutatták be A Karib-tenger kalózai: A Fekete Gyöngy átka speciális vetítésén, melynek a „Pirate Ultimate Fan Event” elnevezést adták, majd az előzetes március 19. után az interneten is elérhetővé vált.
A NECA gyártásában készült játékfigurák április végén kerültek a boltokba. Társasjátékok, úgymint sakk, Monopoly és kockajáték szintén készültek. A filmmel azonos című videójáték május 22-étől vásárolható meg Xbox 360, PlayStation 3, Wii, PSP, PlayStation 2, PC és Nintendo DS formátumban. Szintén ezen a napon lépett kereskedelmi forgalomba a filmzenealbum és annak remixváltozata.

## Bemutató
Kezdetben, 2006 júliusában, a Disney egy képviselője tagadta, hogy a harmadik film címe A világ végén lenne, azonban augusztus 31-én Terry Rossio megerősítette, hogy erre esett a választás. A film világpremierje 2007. május 19-én volt Disneylandben, a produkciót inspiráló parki attrakció otthonában, ahol az előző részek is debütáltak. A Disney lehetőséget ajánlott a tehetősebb közönségnek a belépésre 1500 dolláros jegyárral, amely összeggel a Make-A-Wish Alapítványt támogatták. Néhány héttel a bemutató előtt a Walt Disney Pictures úgy határozott, az eredeti elképzelések szerinti, 2007. május 25. péntek hajnali 00:01-kor kezdődő vetítések helyett már csütörtök este nyolc órakor a mozikba kerül a film.

## Jelölések
- 2008 – Oscar-díj jelölés – a legjobb maszk – Ve Neill, Martin Samuel
- 2008 – Oscar-díj jelölés – a legjobb vizuális effektusok John Knoll, Hal T. Hickel, Charlie Gibson, John Frazier
- 2008 – Arany Málna díj jelölés – a legrosszabb férfi epizódszereplő – Orlando Bloom